# Алишева, Нелли Михайловна
Нелли Михайловна Морозова (до 2004 года — Фонова, до 2024 года — Алишева, 20 декабря 1983, Липецк) — российская волейболистка, нападающая, мастер спорта.

## Биография
Нелли Фонова пришла в волейбол из академической гребли в 13 лет, начинала играть в Липецке под руководством тренера-преподавателя Валентины Сергеевны Пупыниной. С 1999 года выступала за МГФСО, в 2003 году была приглашена в подмосковное «Динамо», входившее в систему «Уралочки». В сезоне-2003/04 в составе «Динамо» выиграла серебряную медаль чемпионата России. В 2004 году вышла замуж за легкоатлета Виктора Алишева и сменила фамилию.
В начале карьеры Нелли Алишева играла в амплуа центральной блокирующей, а в сезоне-2005/06 переквалифицировалась в нападающую второго темпа и по итогам регулярного чемпионата вошла в пятёрку самых результативных игроков. Подмосковное «Динамо» завоевало бронзу российской Суперлиги, а в наступившем межсезонье было переименовано в «Динамо-Янтарь» и формально прописалось в Калининграде. Цвета этой команды Алишева продолжала защищать вплоть до её расформирования в 2011 году.
Вместе с двумя бывшими игроками «Динамо-Янтаря», Екатериной Орловой и Надеждой Сак, Нелли Алишева оказалась в «Омичке». В сезоне-2011/12 под руководством экс-наставника сборной России Владимира Кузюткина «Омичка» заняла 4-е место в чемпионате Суперлиги, а Нелли стала третьей в чемпионате по общей результативности и была включена новым тренером сборной Сергеем Овчинниковым в заявку национальной команды на Кубок Бориса Ельцина, однако не сыграла ни в одном из матчей этого турнира.
В сезоне-2012/13 выиграла бронзу чемпионата России и по его окончании перешла в «Протон» из Саратовской области. В 2013 году Алишева попала в ежегодный выпуск Книги рекордов Гиннесса как самая высокая женщина России — 206 см.
В чемпионате России-2013/14 Нелли Алишева стала самым результативным игроком предварительного этапа, 4-й по результативности по итогам всего сезона и летом 2014 года снова получила вызов в сборную страны. В её составе леворукая диагональная стала серебряным призёром Кубка Ельцина.
Из-за травмы спины Нелли Алишева пропустила сезон-2015/16, а вернувшись в волейбол осенью 2016 года, провела только 8 матчей за «Протон» в чемпионате России, после чего завершила карьеру. С 2017 года работает в одном из фитнес-клубов Липецка.
В 2018 году была приглашена на предсезонные сборы в «Протон», во время которых заключила с клубом контракт.
В январе 2019 года завершила спортивную карьеру.